# 阿羅約特拉布科
阿羅約特拉布科（英語：Arroyo Trabuco），也稱為特拉布科溪（Trabuco Creek）是美國加利福尼亞州南部沿海的一條22英里（35公里）長的溪流。這條溪發源於奧蘭治縣聖安娜山脈的一個崎嶇峽谷，最後注入聖胡安卡皮斯特拉諾的聖胡安溪。阿羅約特拉布科流域流域面積達54平方英里（140平方公里），大部分位於奧蘭治縣，一小部分向北延伸至河濱郡。這條小溪曾經是硬頭鱒的棲息地。